# Пелях Мечислав Олександрович
Мечислав Олександрович Пе́лях (нар. 25 листопада 1904, Севастополь — 17 лютого 1981, Кишинів) — радянський вчений в галузі виноградарства, доктор сільськогосподарських наук з 1971 року, професор з 1973 року, заслужений діяч науки Молдавської РСР з 1980 року.

## Біографія
Народився 25 листопада 1904 року в Севастополі. У 1935 році закінчив Дагестанський сільськогосподарський інститут. У 1935—1956 роках науковий співробітник низки науково-дослідних інститутів СРСР, заступник директора Всесоюзного науково-дослідного інституту виноградарства і виноробства «Магарач». У 1956—1964 роках заступник директора з науки Молдавського науково-дослідного інституту садівництва, виноградарства і виноробства. У 1964—1976 роках доцент, потім професор кафедри планування і організації сільськогосподарського виробництва Кишинівського сільськогосподарського інституту імені М. В. Фрунзе.
Помер в Кишиневі 17 лютого 1981 року.

## Наукова діяльність
Проводив науково-дослідну роботу з організації виноградарства і садівництва, вивчав історію культури винограду в СРСР, історію розвитку виноградарства і виноробства Молдови, розробив методи економічної оцінки сортів винограду і інше. Автор понад 140 робіт, з яких 35 книг і брошур. Серед них:
- [История культуры винограда в СССР]. — В кн.: X международный конгресс по виноградарству и виноделию (Тбилиси, 13—18 сент., 1962) Доклады и сообщения. — Москва, 1962, сб. 2;
- История виноградарства и виноделия Молдавии. — К., 1970;
- Дикорастущий виноград Молдавии. — К., 1971 (у співавторстві з З. В. Янушевич);
- Рассказы о винограде. — 2-е изд. — К., 1974;
- Рассказы о вине. — К., 1979;
- Справочник виноградаря. — 2-е изд. — Москва, 1982;
- Рассказы о виноградарях и виноделах. — К., 1982 (у співавторстві з М. С. Охременко).